# 서울고등학교
서울고등학교(서울高等學校)는 대한민국 서울특별시 서초구 서초동에 있는 강남 8학군 공립 고등학교이다.

## 학교 연혁
- 1946년 2월 1일 : 신설중학교 초대 교장에 김원규 선생이 취임하여 개교, 사무를 옛 경희궁터에서 개시
- 1946년 3월 5일 : 개교식 및 입학식을 거행(12학급, 학생 522명, 교사 34명)
- 1947년 6월 : 교명을 서울중학교로 확정
- 1948년 12월 20일 : 교지 '경희" 창간
- 1949년 6월 15일 : 제1회 졸업식 거행(6년제 135명 졸업)
- 1950년 6월 28일 : 6.25동란으로 무기 휴고
- 1951년 3월 17일 : 부산 보수공원에서 노천 수업
- 1951년 9월 1일 : 학제 변경으로 서울중학교(3년제)와 서울고등학교(3년제)로 분리, 김원규 교장 선생 양교 교장을 겸임(중학교 15학급, 고등학교 21학급)
- 1951년 12월 31일 : 서울중학교를 ‘서대문중학교’ 로 교명 개칭
- 1952년 3월 13일 : 부산 송도에서 학교 신문 "경희 학원" 창간호 발행
- 1952년 3월 31일 : 신제 중,고등학교 제1회 졸업식 거행(부산에서)
- 1952년 4월 8일 : 서울 잔류 학생과 서울의 지방 학생을 위하여 서울중고등학교 서울분교를 개교하고, 고한권 교감이 업무 관장
- 1953년 7월 1일 : ‘서대문중학교’ 를 ‘서울중학교’ 로 교명 환원
- 1953년 10월 1일 : 정부 환도로 전교 개교(본관, 후관은 영국군 사용, 강당 체육관에서 칸막이 수업)
- 1956년 12월 7일 : 도서관 개관(수용 인원 150명)
- 1971년 2월 28일 : 중학교 평준화 시책에 따라 서울중학교 폐교(총 20회, 8,850명의 졸업생 배출)
- 1974년 9월 1일 : 부설 방송통신고등학교 개교(11학급)
- 1980년 5월 31일 : 경희궁터 교사 고별식(고교 통산 32회, 16,086명 졸업)
- 1980년 6월 9일 : 서초구 신축 교사로 이전, 입교식, 수업 개시
- 1981년 2월 28일 : 부설 방송통신고등학교 제5회 졸업생 배출 후 폐교
- 1996년 3월 30일 : 개교 50주년 기념식(명예졸업장 수여 및 서울고 역사관 개관)
- 2009년 6월 9일 : 교화(무궁화), 교목(소나무) 지정
- 2010년 3월 1일 : 45학급, 특수학급 3학급 편성
- 2022년 2월 10일 : 제74회 졸업식(424명, 졸업누계 50,147명)
- 2022년 3월 1일 : 제30대 교장 취임
- 2022년 3월 2일 : 제77회 입학식(393명 입학)

## 같이 보기
- 분류:서울고등학교 동문

## 인접한 학교
- 서초중학교